# قزل-تو (شهرستان قزل‌سو)
قزل-تو (به لاتین: Kyzyl-Tuu) یک روستا در قرقیزستان است که در استان اوش واقع شده‌است. قزل-تو ۲٬۱۳۲ نفر جمعیت دارد و ۱٬۵۰۰ متر بالاتر از سطح دریا واقع شده‌است.